# Warneton (Belgique)
Pour les articles homonymes, voir Warneton.
Warneton (en néerlandais Waasten, en picard Varnetån ou Warneuton) est une section de la ville belge de Comines-Warneton située en Wallonie picarde dans la province de Hainaut, Warneton est un ancien territoire du Comté de Flandre.
C'était une commune à part entière et une ville avant la fusion des communes de 1977. Les hameaux de Pont-Rouge, Le Touquet et du Gheer forment les bordures extérieures de Warneton.
Une commune française limitrophe porte le même nom. Warneton située sur la rive sud de la Lys, resta française à la suite des traités d'Utrecht en 1713, tandis que la ville de Warneton, sur la rive nord de la Lys, fut cédée par la France à l'Autriche (Pays-Bas autrichiens) et fait donc maintenant partie de la Belgique.

## Étymologie
1007 Uuarnasthun, 1065 Uuarnestun, 1104 Guarnestun
Warneton signifie clos de Warnes ou encore ferme close de Warin. Provenant de l'ingévon oriental (saxon) thun, germanique *tûna « enclos », et de la contraction avec la dénomination des Warnes ou un anthroponyme saxon ou franc (implantation saxonne à l'époque mérovingienne),,. Plusieurs toponymes locaux, liés à Warneton, confirment un lien à l'implantation des Warnes tels que : la Warnave, Warnhem, Warnemunde, Warnecque, etc.
Une autre interprétation germanique serait enceinte fortifiée (du saxon waeren « protéger, défendre » et thun, germanique *tûna « enclos »). Cette signification a été réévaluée en 1972 pour lui préférer la précédente,.

## Géographie

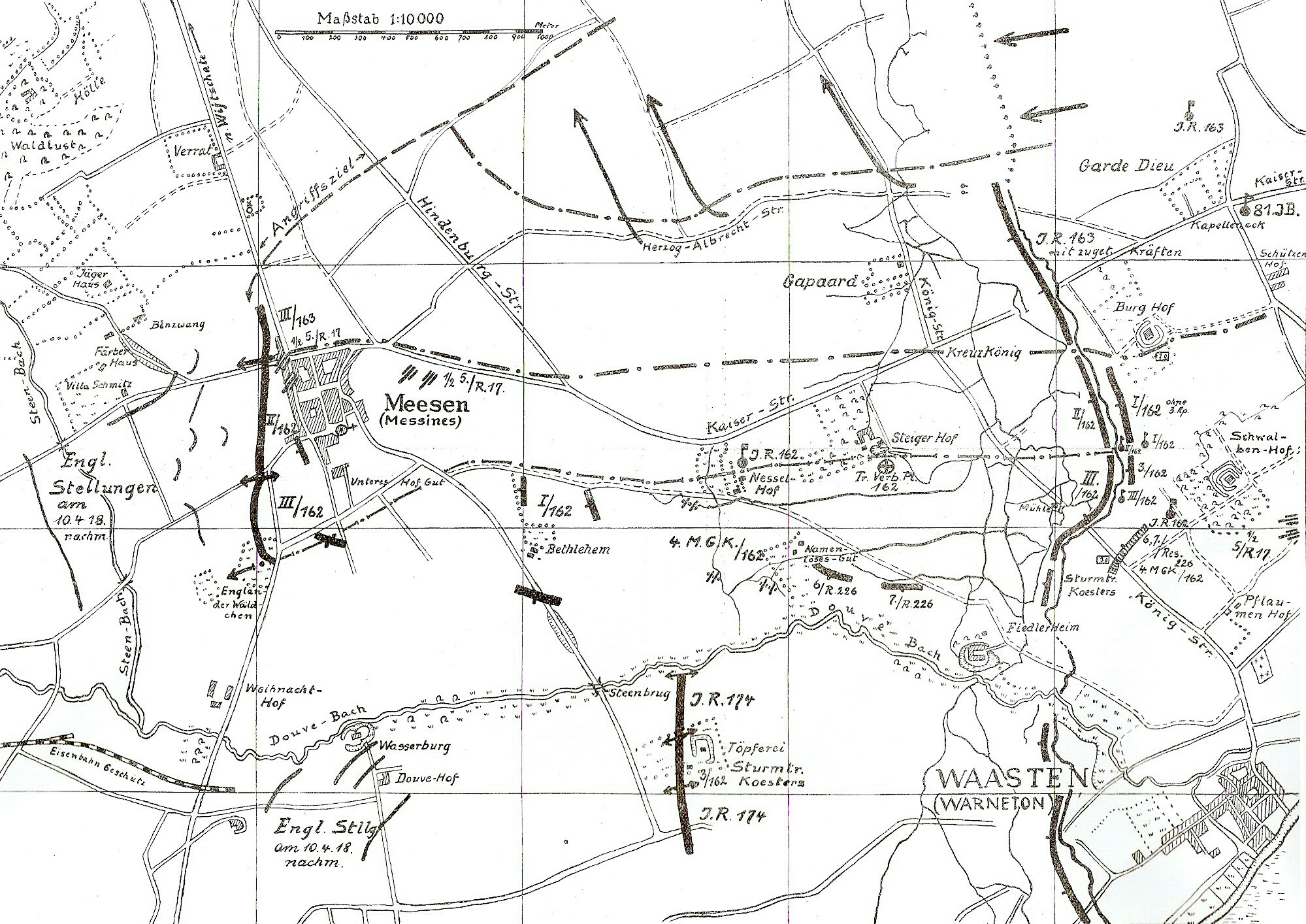
Instantané d'avril 1918.

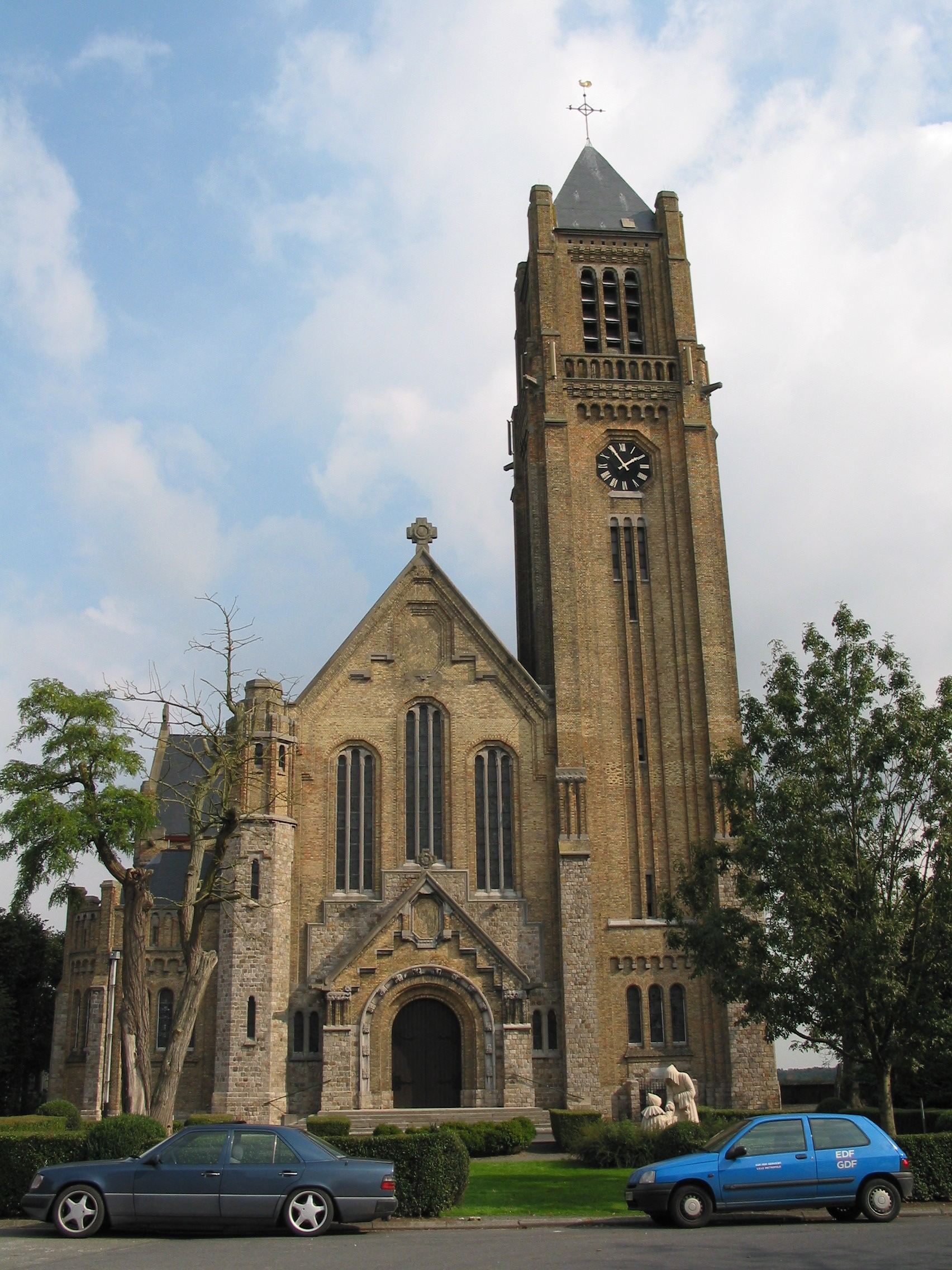
L'église Saints-Pierre-et-Paul.

Warneton est une ville frontalière située dans la Plaine de la Lys. Elle est bordée de la Lys au sud, à l'angle de la Douve qui la traverse ensuite. Sa partie centrale est limitrophe de la commune française de Warneton (Nord) et Deûlémont; sa partie la plus au sud, le hameau de Pont-rouge la relie à Frelinghien. Au sein de la commune de Comines-Warneton, elle est entourée de Bas-Warneton au nord-est et de Ploegsteert au sud-est. Enfin, au nord-ouest se trouve la Région flamande avec la ville de Messines et la section de Wytschaete (Heuvelland).
Le Bois du Gheer couvre 300 ha de son territoire, à proximité de la Réserve ornythologique de Ploegsteert.

## Évolution démographique
- Source : INS, Note : 1831 à 1970 = recensement, 1976 = population au 31 décembre
- 1856 : séparation de Ploegsteert en 1850
- 1920 : déclin de la population dû à la Première Guerre mondiale

## Histoire

### Antiquité
Des fouilles archéologiques de la motte castrale de Warneton datent les premières occupation au Ve millénaire avant notre ère. En 2017, des fouilles identifieront les vestiges d'un site gallo-romain. Warneton étant situé sur les limes de l'Empire romain, ces vestiges confortent l'hypothèse d'une occupation du territoire positionné stratégiquement sur la voie romaine Cassel-Tournai et, plus tard, l'axe commercial Ypres-Lille.
Sous Commode, une levée des impôts chez les Germains et les Trévires dans la Gaule belgique provoque le soulèvement des populations. La Morinie, administrée par un préteur portant le titre de Warnestunus (le Warnestonnois) reçoit l'ordre de s'opposer aux rebelles. Les troupes de Warnestunus livrent une bataille dans les environs de Tournai. Ce chef est parfois considéré comme le fondateur de Warneton.

### Moyen Âge

#### Domaine diocésain
Au Ve siècle, Warneton appartient au diocèse primitif de Thérouanne. Après la mort de Clovis Ier, Warneton intègre la Neustrie au sein du pagus mempiscus. L'abbaye Saint-Pierre de Warneton est alors fondée. La paroisse dédiée à Saint Pierre et Saint Paul est fondée entre 881 et 902.
La petite agglomération urbaine s'est développée dès le XIe siècle et se composait d'une église ainsi que d'une structure fortifiée. Vers 1080, un chapitre de chanoines séculiers est fondé par le seigneur de Warneton, sous l'influence de Jean Ier de Warneton, évêque du diocèse de Thérouanne. L'église obtiendra le statut d'abbaye en 1138  lié à la congrégation d'Arrouaise. Quelques établissements comme une boucherie et un marché sont cités au XIIe siècle, mais il faut attendre le XIIIe siècle pour que la ville devienne bourgeoise.

#### Domaine seigneurial
L'origine exacte de l'apparition d'une seigneurie est incertaine. La première maison seigneuriale est la maison de Peronne. Les seigneurs possédaient un château au pied d'un promontoire dans l'angle formé par la Lys et la Douve. Ce site archéologique est nommé Motte Castrale. Le premier Seigneur connu est Robert Ier de Péronne et aurait vécu dans le premier quart du XIe siècle. Plusieurs chartes font état de l'augmentation des propriétés foncières et fiefs détenus par la Seigneurie.
L'étendue des possessions des de Péronne fait apparaitre la première mention de la châtellenie de Warneton en 1089. Plusieurs possessions sont données à Jean Ier de Warneton. En 1095, le Comte de Flandre instaure des droits de péages à Warneton et en lien au passage du pont, instaurant les premières prérogatives seigneuriales locales de collecte de la tonlieu.
Lorsqu'Odon, fils de Robert II de Péronne, entre dans les ordres, sa soeur Alix de Péronne devient dame de Warneton. Elle est mariée à Robert IV Le gros de Béthune vers 1110,. Warneton est entourée d'une enceinte flanquée de cinq tours, par la suite détruites lorsque Bertulphe Errembault se réfugia chez son cousin Alard de Warneton après le meurtre de Charles Ier de Flandre,.
Une enceinte fortifiée est visible sur les plus anciens sceaux de la ville en 1226, et une charte du comte de Flandre confirme la présence de cette fortification. En 1382, après destruction, une reconstruction de grande ampleur a lieu sur ordre de Yolande de Bar, reconstruisant également le château. Ce plan de 1382 est conservé aux Archives du Royaume.
En 1246, Warneton passe de la maison de Béthune à celle des Comtes de Flandre. En effet, Mahaut de Béthune épouse Gui de Dampierre qui devient Comte de Flandre, devient quant à elle dame de Warneton au décès de son père Robert VII de Béthune. Gui de Dampierre établit un bailli comtal afin d'assurer la gestion de Warneton, ce qui mènera à la formation définitive de la châtellenie de Warneton au moins en 1250,.
Vers 1250, la châtellenie comprend la paroisse de Warneton, la ville, sa bourgeoisie, ses faubourgs. La rive sud de Warneton, actuellement situé à Warneton-Sud faisait également partie de ce territoire jusqu'en 1713, occupé par quelques fermes. Le périmètre incluait également la paroisse foraine composée de sept gildes dont l'une portait le nom de Plockster, l'actuelle Ploegsteert. A ceci s'ajoutait enfin les paroisses de Kemmel et Wulverghem. Une portion exclavée de la châtellenie se trouvait entre Merville et Armentières et fut cédé à la France en 1769 en l'échange des paroisses de Neuve-Église et Dranoutre. Au plus fort de sa superficie, la châtellenie mesurait environ 80 km2.
La châtellenie possédait également des fiefs exclavés de leur territoire comme Kerkhove et Waarmaarde dont l'autorité et le produit de la dîme revenaient au château de Warneton. Cette partie se prénommait Nouveau Bien ou Nieuwgoed.
Robert III de Flandre met en place une dîme à Warneton et les différents documents indiquent qu'il séjourne fréquemment dans le château de Warneton. La ville semble devenir une résidence des comtes de Flandre par la suite comme Robert de Cassel qui y est enterré dans l'abbatiale en 1331, miraculeusement retrouvé lors de la reconstruction de l'église de Warneton. Cependant, après plusieurs conflits, le démembrement de l'apanage de Robert de Cassel fait passer la seigneurie de Warneton au Duc de Bar Robert Ier de Bar, puis à la maison de Luxembourg.
L'activité économique de la draperie s'y développa aux XIIIe et XIVe siècles à la suite de la création d'un axe commercial reliant Ypres à la Lys, puis jusqu'à Lille, au détriment de la ville voisine Comines qui jouait ce rôle jusqu'au XIIIe siècle.

### XVIesiècle
Une chambre de rhétorique de Warneton, De Avonturiers, opérant en néerlandais, participa à un concours à Nieuport en 1511. 

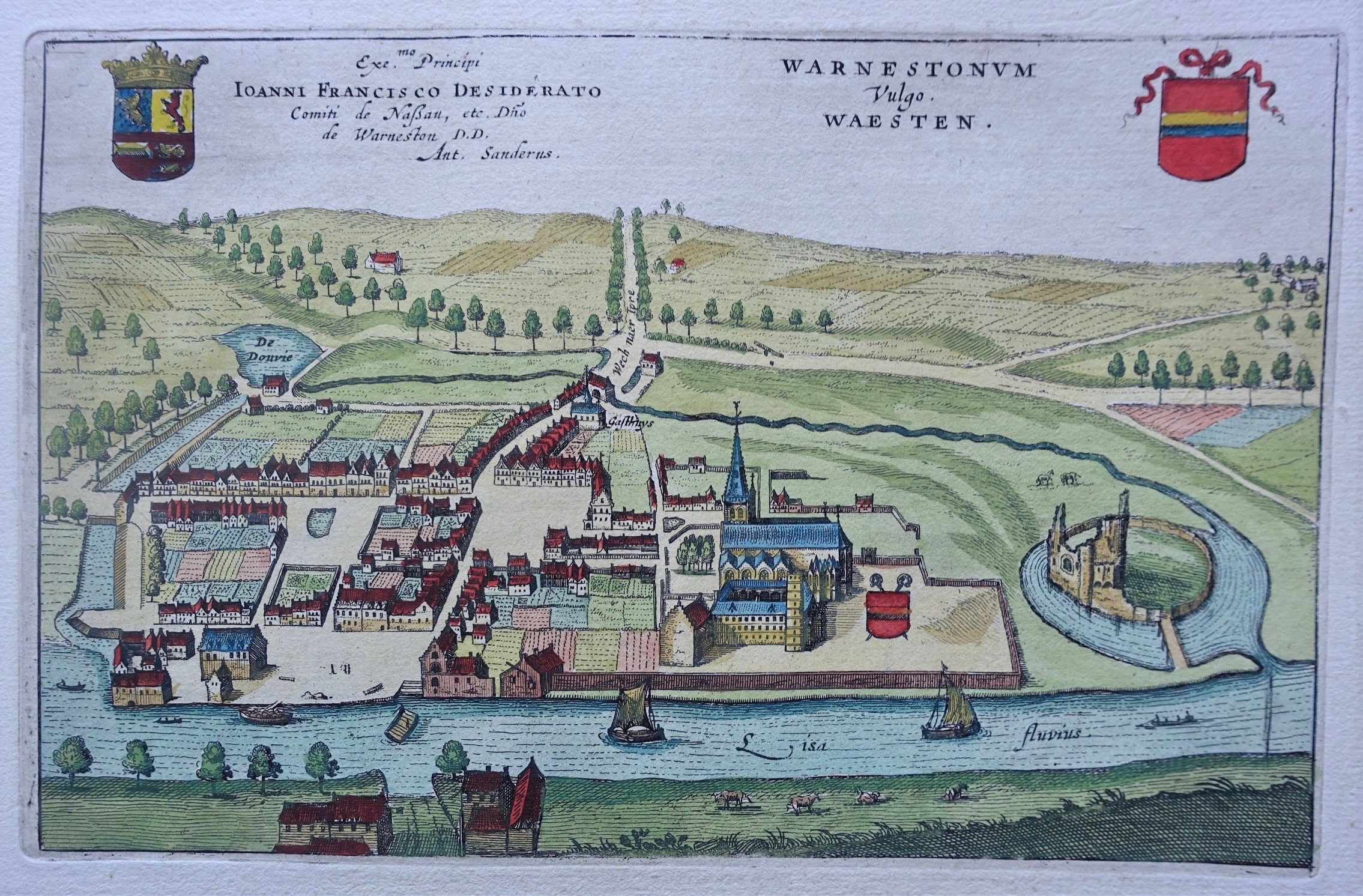
Vue de Warneton en 1644 par J. Blaeu.

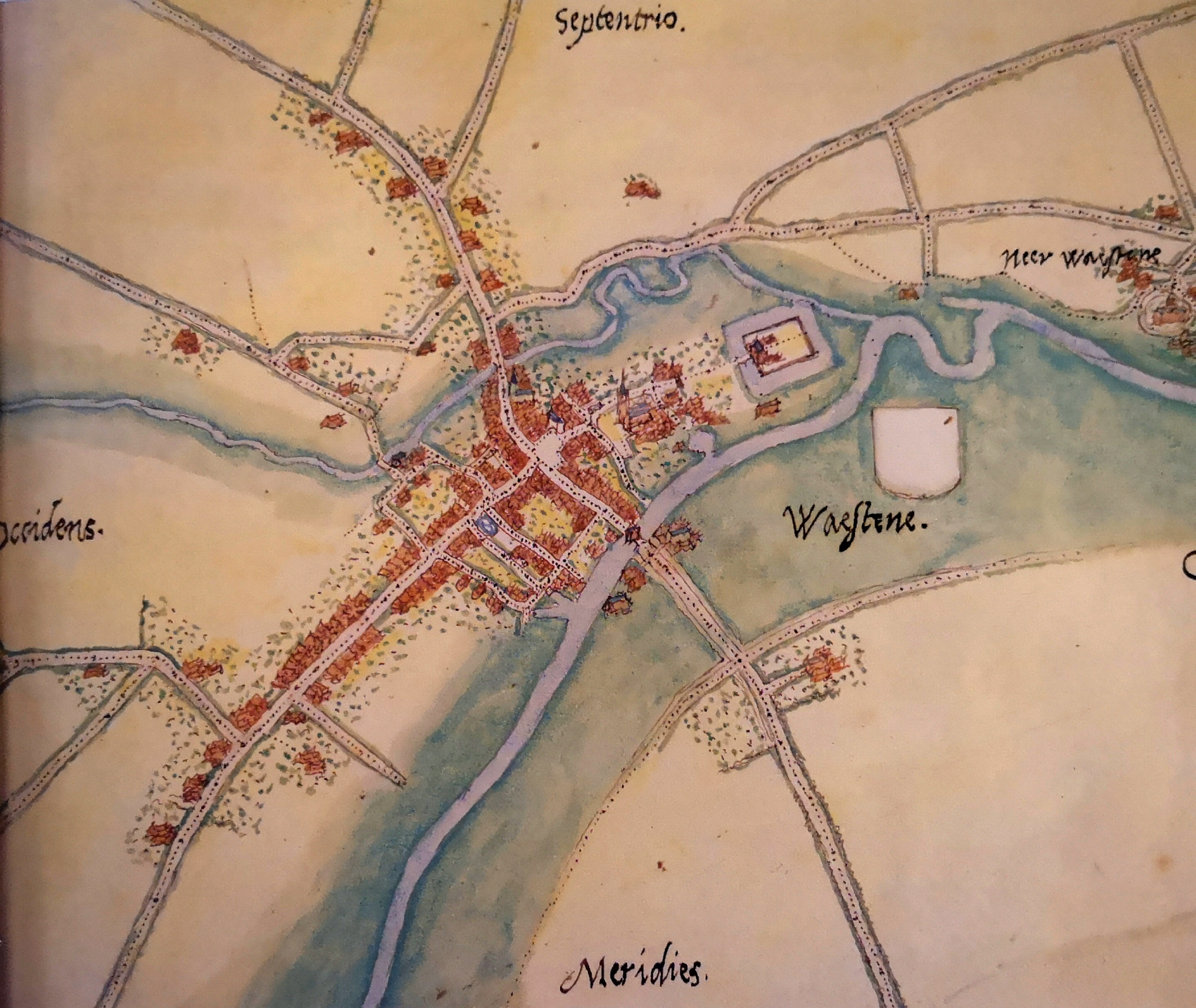
Plan de Warneton en 1560 par Jacob van Deventer.

Plusieurs conflits ravagent la ville en 1527, 1554 et 1566. Le plan de Jacques de Deventer révèle que les fortifications n'existent plus. Le château, l'abbaye et l'église sont à l'écart du bourg et de l'Hôtel de Ville. Après 1577, le seigneur Guillaume de Bar fait construire de nouveaux fossés et une nouvelle porte. En 1593, Philippe II autorise le magistrat de Warneton à lever un impôt spécial pour améliorer les fortifications. Le château sera progressivement laissé à la ruine comme l'atteste le croquis de Sanderus dédié à Jean-François Desideratus de Nassau-Siegen qui était alors seigneur de Warneton. L'hôtel de Ville dessiné sur la Grand Place survivra jusqu'à la Première Guerre mondiale.

### Ville degarnisonauxXVIIeetXVIIIesiècles
En 1645, la ville est prise par les armées de Louis XIV. Elle sera occupée et renforcée. En 1689, la reprise des hostilités avec la Ligue d'Augsbourg et de nouveaux remparts sont érigés sur l'ordre du maréchal d'Humières, gouverneur de Lille. Ce nouveau fossé, adossé à la Douve, protège le nord de la ville.
En 1706, à la suite de la bataille de Ramillies, la garnison française est renforcée et travaillera pendant trois mois aux remparts. Le 15 juillet 1707, ils évacuent Warneton avant que celle-ci ne soit prise par les armées hollandaises. Plusieurs prises se succèdent jusqu'au 11 juin 1711. Ils quitteront définitivement celle-ci en 1713, à la suite des Traités d'Utrecht qui délimiteront de nouvelles frontières. Le Traité de la Barrière (1715) intègrera Warneton à la structure des garnisons des Provinces-Unies. Un commandant et un détachement de 20 hommes y résideront désormais.
Lors du déclenchement de la Guerre de Succession d'Autriche, les armées françaises pénètrent les Pays-Bas autrichiens par Warneton. Le Duc d'Aumale Louis-Charles de Bourbon fait travailler 1000 prisonniers dès le lendemain de la capture afin d'ériger de nouvelles fortifications.
Après cette guerre, elles disparaitront définitivement et ne laisseront leur trace que dans la toponymie de deux rues.
Trois épizootie de peste bovine sont également à noter au XVIIIe, dont les plus importantes de 1744 à 1746 et de 1770 à 1776.

### XIXesiècle
Amputée de Ploegsteert en 1850 la commune fut transférée de la province de Flandre-Occidentale à celle de Hainaut en 1963. Depuis cette date ses habitants néerlandophones minoritaires bénéficient de facilités administratives.

### Jean Baptiste Courouble, premier historien local
L'abbé Courouble appartient vient d'une famille d'ouvriers et d'artisans mouscronois.Il naît le 16 juin 1840 et sera ordonné à 24 ans. Dès 1869, il devient vicaire de Warneton et publie six ans plus tard son ouvrage de référence. C'est grâce à son travail d'historien que le culte de Jean Ier de Warneton est réinstauré en 1875, l'année de la publication de son Histoire de Warnêton.

#### Critiques et réserves
La violence de la Première Guerre mondiale dans la région a provoqué la disparition de nombreuses sources citées par l'abbé Courouble. La qualité de son travail, sur les seigneurs de Warneton, est médiocre et comporte plusieurs erreurs. Certains points, comme l'origine de la châtellenie ne sont pas abordés. L'ouvrage est à considérer comme un important témoin du XIXe siècle d'archives et sources aujourd'hui inexploitables.

### XXesiècle
Entre 1897 et 1949, une ligne de tramway relie Ypres à Steenwerck, via Neuve-Église et Warneton; il s'agit de la ligne de tramway 361.

#### Première guerre mondiale
La ligne de front traverse Warneton durant le conflit. La partie ouest de la ville est occupée par les britanniques et la partie est occupée par les allemands. La stabilisation du front conduit à la destruction progressive de la ville et de toute la région.
Un vaste réseau de tunnels profonds de 8 à 10 mètres est creusé sous les ruines. Ces couloirs menaient à des abris à l'épreuve des bombes et ils seront comblés après la guerre.
Les habitants qui avaient été évacués sont revenus après la guerre mais ont dû rester dans des logements provisoires jusqu'à ce que la reconstruction s'achève selon un nouveau plan. Aucun bâtiment datant d'avant la première guerre mondiale n'a survécu au conflit.

## Patrimoine et culture

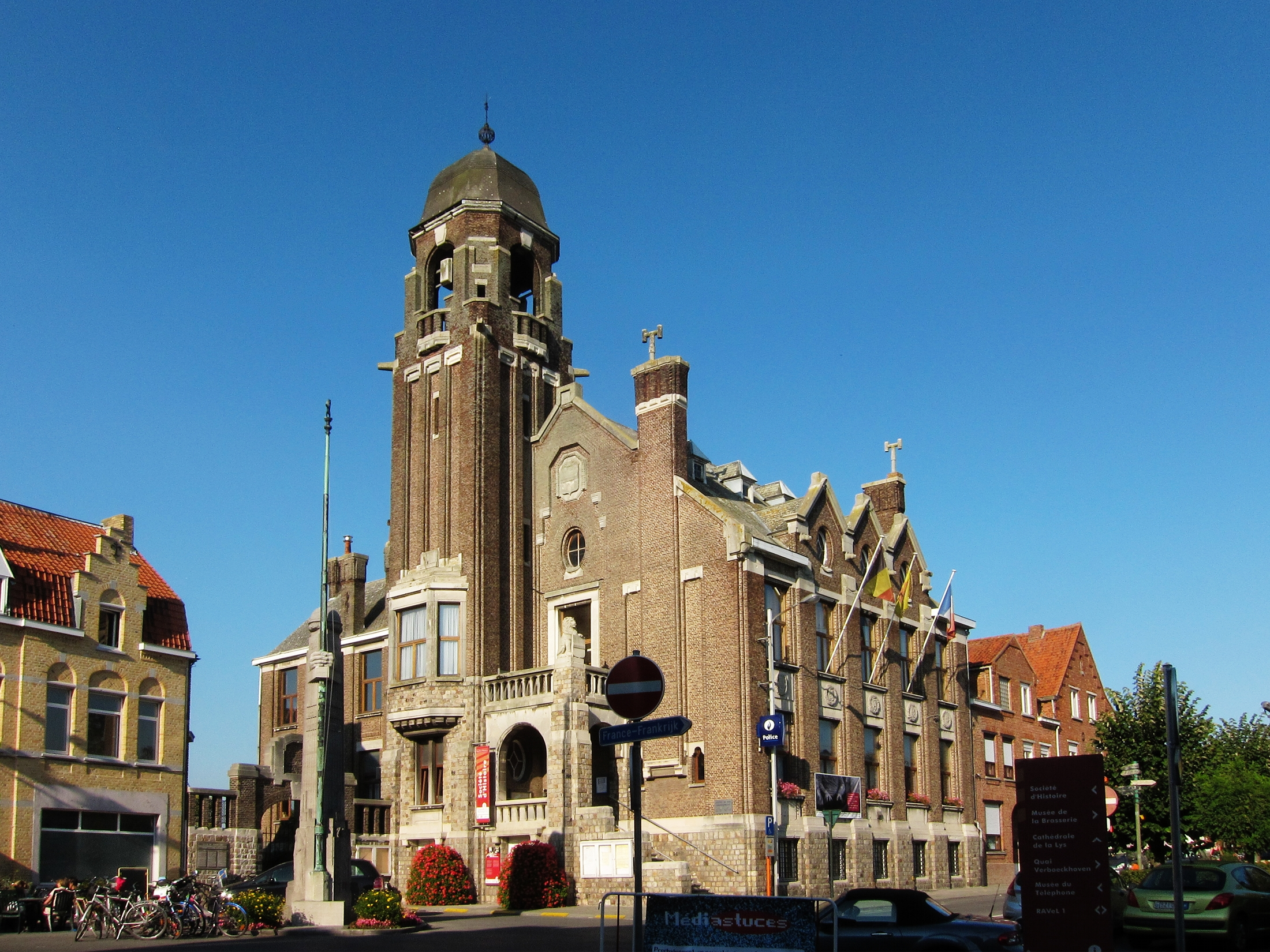
L'ancien hôtel de ville de Warneton et son monument commémoratif.

### Patrimoine architectural et commémoratif

#### Patrimoine architectural
- Le café À l'Hôtel de Ville abritant le musée du téléphone[36].
- L'église Saints-Pierre-et-Paul aussi nommée Cathédrale de la Lys[37].
- L'ancienne gare de Warneton abritant aujourd'hui les bureaux du Syndicat d'Initiative de Comines-Warneton (SIDEC).

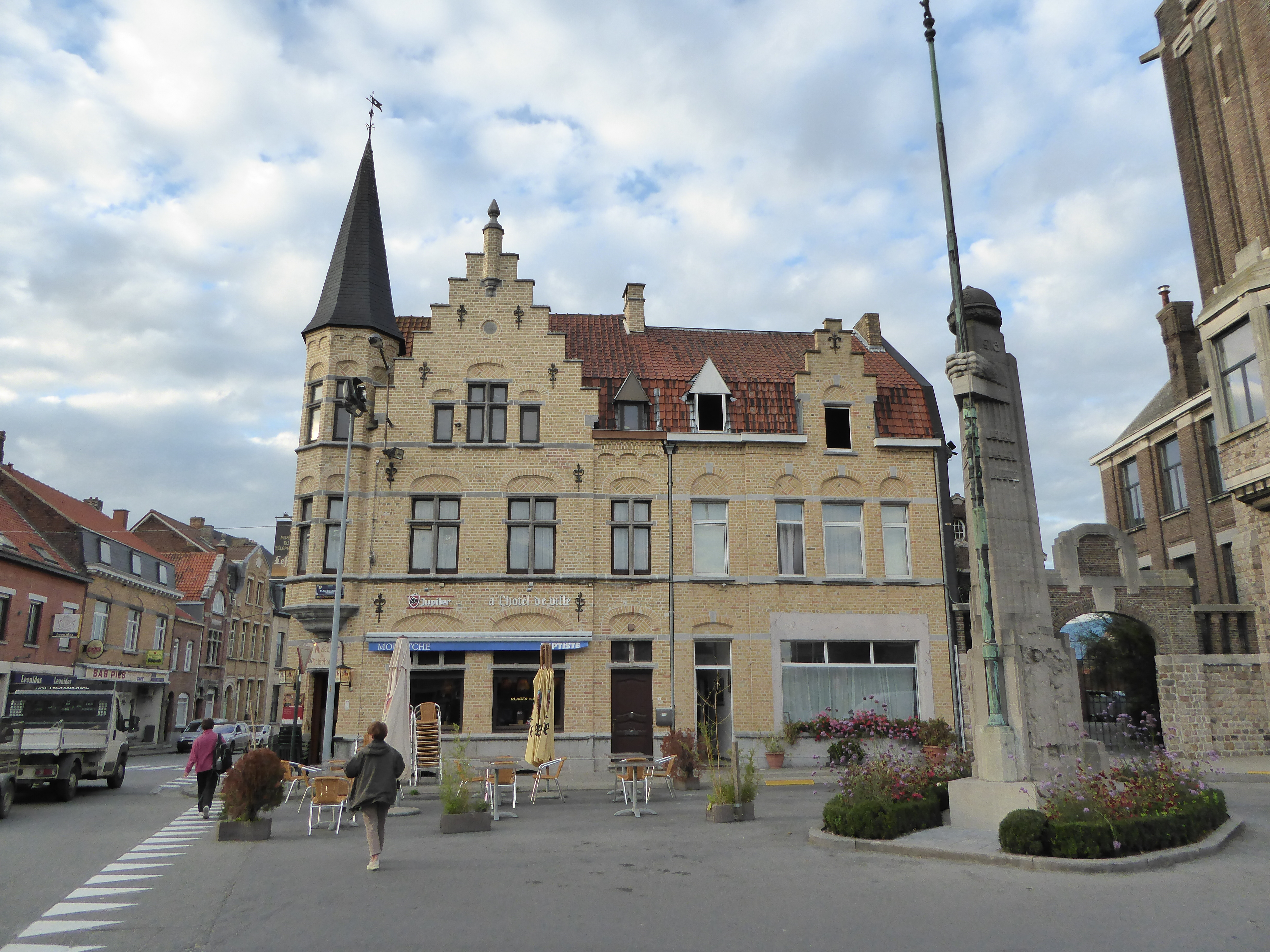
Le café À l'Hôtel de Ville qui héberge le musée du téléphone.

- Le café À l'Hôtel de Ville qui héberge le musée du téléphone.L'hôtel de ville avec son beffroi abritant aujourd'hui la Société d'Histoire de Comines-Warneton et sa région (SHCWR).
- Le Musée de la Brasserie (Warneton).

#### Patrimoine commémoratif
- Monument aux morts.
- Cimetière militaire de Prowse Point.
- Cimetière militaire de Mud Corner.
- Cimetière militaire Rifle House.
- Cimetière du passage à niveau du Touquet.

### Culture

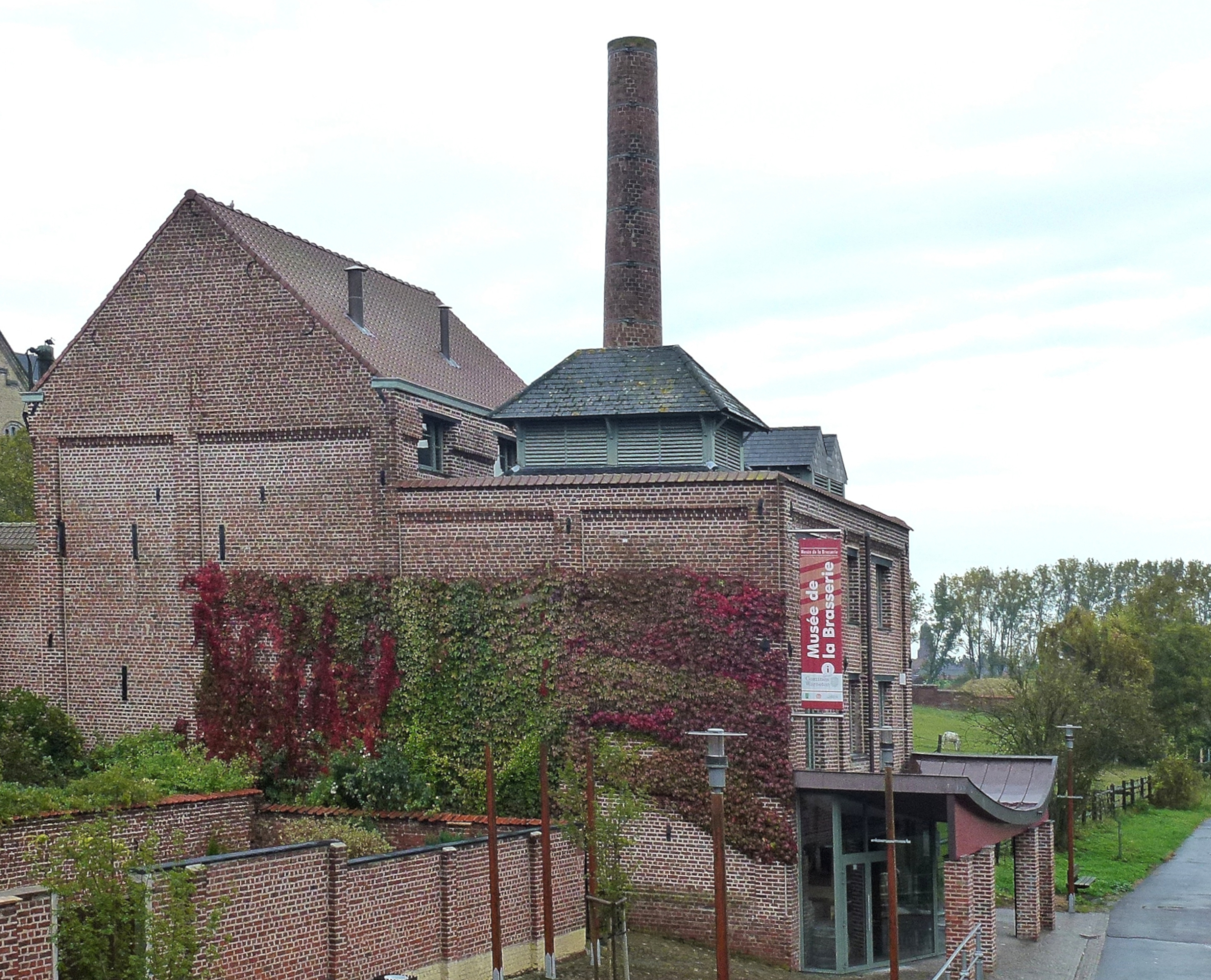
Musée de la brasserie de Warneton (Belgique)

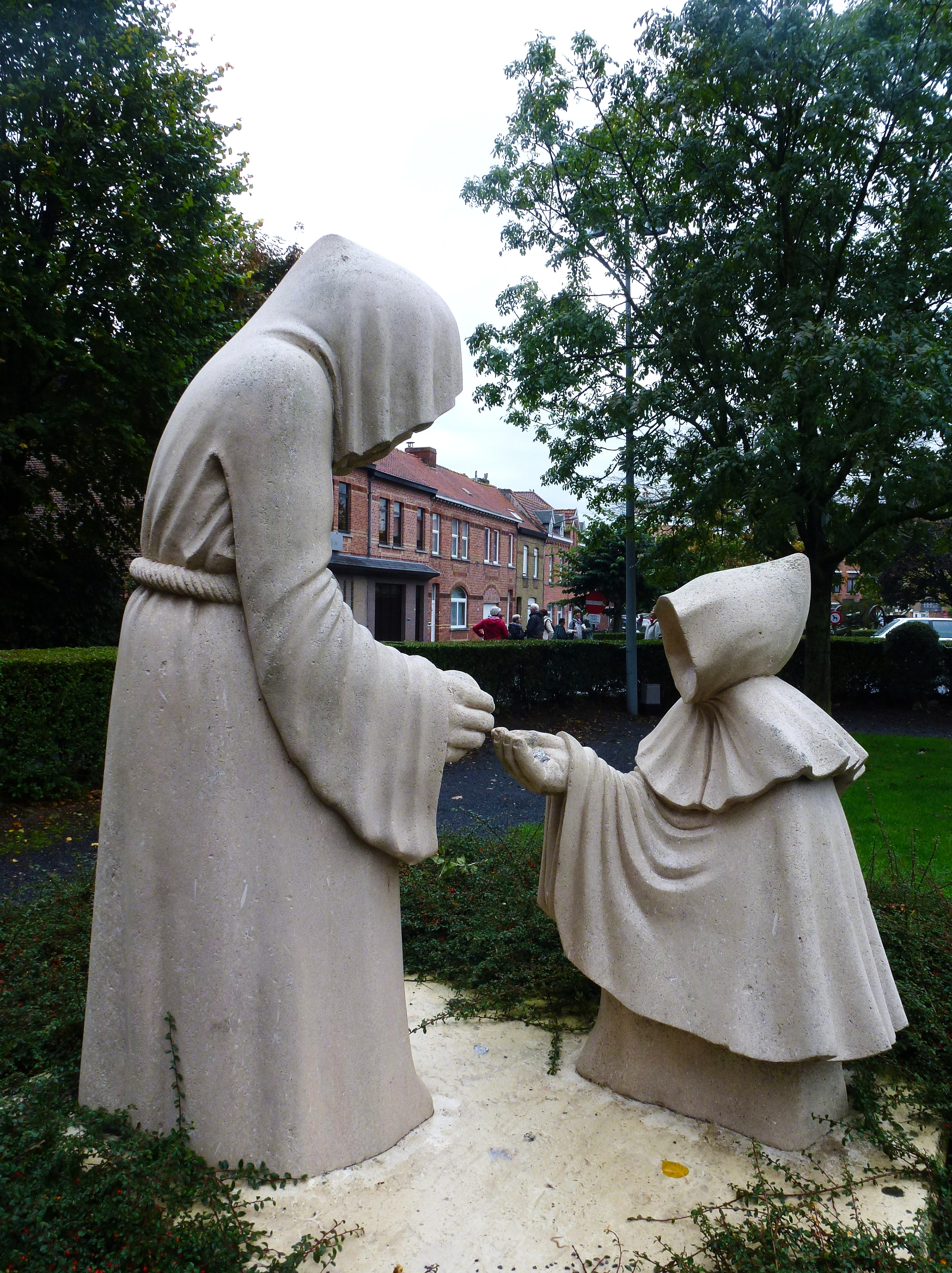
Statue du Frère Jehan, avec un petit Mountche

## Personnalités liées à la ville
- Jean Ier de Warneton (1065-1130), évêque de Thérouanne.
- Eugène Verboeckhoven (1798-1881), peintre belge.
- Charles-Louis Verboeckhoven (1802-1889), peintre belge.
- Pierre Morel Danheel (1773-1856), homme politique belge.
- Émile Delannoy (1853-1930), homme politique libéral et sénateur belge.
- Gustave Singier (1909-1984), peintre belge.